# Spaniens damlandslag i innebandy
Spaniens damlandslag i innebandy representerar Spanien i innebandy på damsidan.

## Historik
Laget spelade sin första landskamp under världsmästerskapet 2005 i Singapore, då man besegrade Malaysia med 6-4.

### Fotnoter
1. ↑  ”International Floorball Federation”. http://www.floorball.org/default.asp?kieli=826&sivu=86&alasivu=86. Läst 22 augusti 2011.